# Extravehicular Mobility Unit

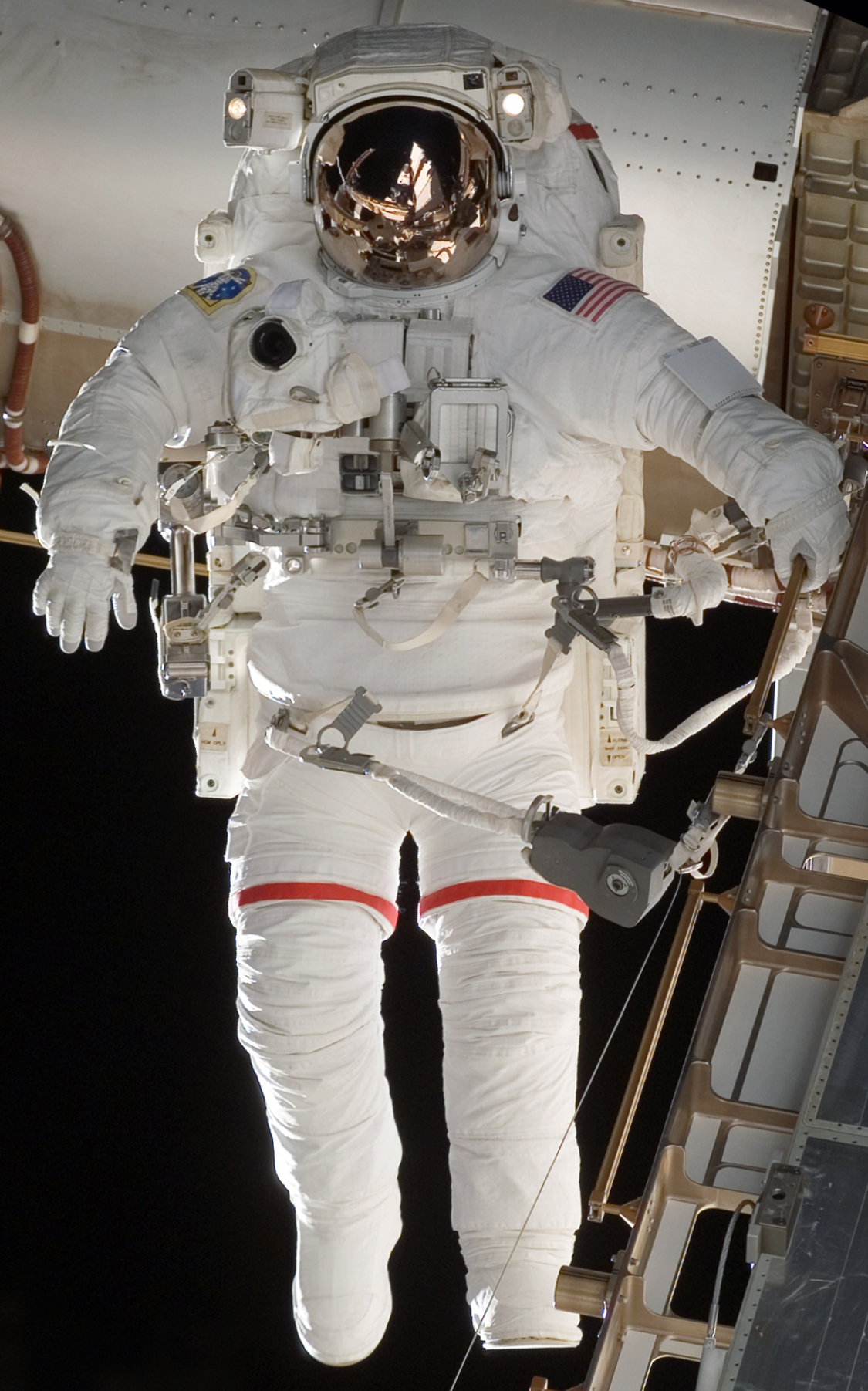
Vylepšený oblek EMU. Obleky jsou bílé, aby odrážely teplo a vynikly proti temnotě prostoru; červené pruhy slouží k odlišení astronautů.

Jednotka Extravehicular Mobility Unit (EMU) je nezávislý skafandr, který poskytuje mobilitu, podporu života a komunikaci astronautům vykonávajícím výstup do vesmíru na oběžné dráze Země. Byl představen v roce 1981, je to dvoudílný polotuhý oblek a v současné době je jedním ze dvou skafandrů používaných na Mezinárodní vesmírné stanici (ISS) pro výstupy do vesmíru, druhým je ruský kosmický oblek Orlan.

## Součásti obleku

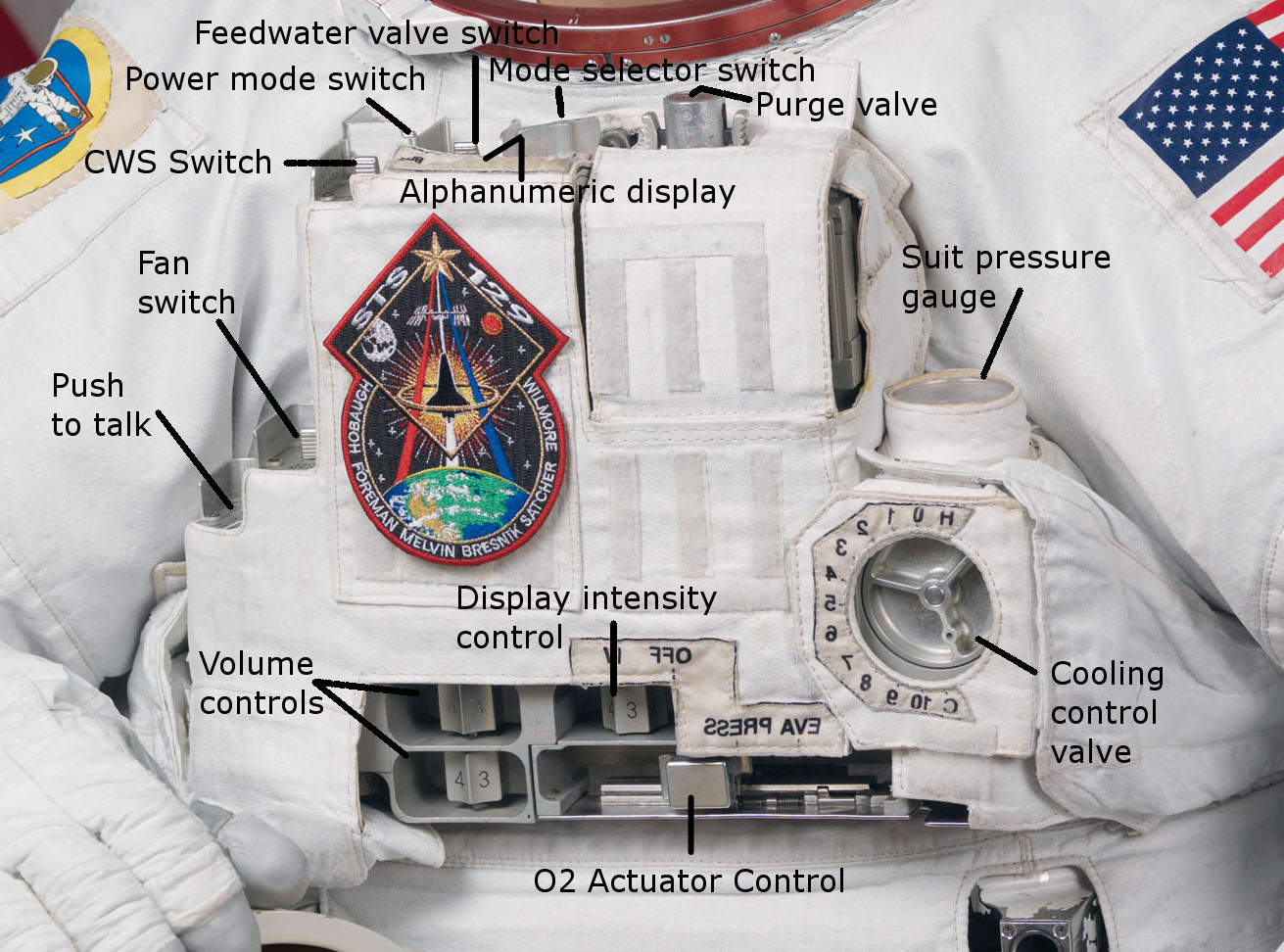
Monitorovací a řídicí modul EMU (DCM).

EMU byl výsledkem let výzkumu a vývoje. Skládá se ze sestavy Hard Upper Torso (HUT), systému Primary Life Support System (PLSS), který zahrnuje systémy podpory života a elektrické systémy, části paží, rukavice, „bublinovou“ helmu ve stylu Apollo, sestavu Extravehicular Visor Assembly (EVVA) a sestavu dolního trupu (LTA) zahrnující uzávěr těsnění těla (BSC), opasek v pase, nohy a boty. Před nasazením tlakového oděvu si člen posádky oblékne oděv s maximální absorpcí (MAG) (v zásadě se již nepoužívá upravená inkontinenční plenka - zařízení pro sběr moči (UCD)) a případně termální spodní prádlo (dlouhé kalhoty). Poslední položkou nasazenou před nasazením kombinézy je kapalný chladicí a ventilační oděv (LCVG), který obsahuje čiré plastové hadičky, kterými proudí chlazená kapalná voda pro regulaci tělesné teploty, a ventilační trubice pro odvod odpadních plynů.
Po nasazení LCVG si astronaut nasadí LTA. Astronaut si oblékne HUT, a poté uzamkne obě části obleku pomocí uzávěru Body Seal. Jakmile je oblek zapnutý a zkontrolovaný, oblékne si astronaut „čepici Snoopy“, hnědobílou látkovou komunikační čepici z doby Apolla, která obsahuje pár sluchátek a mikrofonů, což umožňuje astronautovi komunikovat s členy posádky na ISS nebo raketoplánu a s pozemními kontrolory v Houstonu. Po nasazení „čepice Snoopy“ se rukavice a helma zafixují a oblek se natlakuje. Oblek dosáhne vnitřního tlaku 4,3 psi (30 kPa). Typický skafandr EMU dokáže podporovat astronauta po dobu 8,5 hodiny, včetně 30 minut rezerv v případě selhání primární podpory života.

## Specifikace

### Základní EMU
- Výrobce: ILC Dover (oblek) a Collins Aerospace (primární systémy podpory života) [1]
- Mise: STS-6 (1983) až STS-110 (2002)
- Funkce: výstupy do vesmíru
- Pracovní tlak: 4,5 psi (29,6 kPa)
- Hmotnost obleku EVA: 49,4 kg
- Celková hmotnost obleku EVA: 115 kg
- Podpora primárního života: 8 hodin (480 minut)
- Podpora zálohování: 30 minut

### Vylepšená EMU
- Výrobce: ILC Dover (oblek), Collins Aerospace (primární systémy podpory života) a NASA (SAFER)[1]
- Mise: od 1998 do současnosti
- Funkce: výstupy do vesmíru
- Pracovní tlak: 4,5 psi (29,6 kPa)
- Hmotnost obleku EVA: 55,3 kg
- Celková hmotnost obleku EVA: 124,7 kg
- Celková hmotnost obleku ISS EVA: 45 kg
- Podpora primárního života: 8 hodin (480 minut)
- Podpora zálohování: 30 minut

## Výrobce
Hardware a příslušenství EMU (PLSS, helma, komunikační čepice a pojistné kroužky pro helmu a rukavice) vyrábí společnost Hamilton Standard (nyní divize společnosti Hamilton Sundstrand společnosti Collins Aerospace) z Windsor Locks v Connecticutu, zatímco měkké součásti obleku (HUT a celé LTU) vyrábí ILC Dover (bývalá divize Playtexu) z Frederica v Delaware. Obě společnosti, které v raných dobách Apolla soupeřily o zakázku na stavbu skafandru „Block II“ (moonwalking), se v roce 1974 spojily proti společnostem David Clark Company a Garrett AiResearch pro vývoj EMU.
Celkem bylo vyrobeno 18 obleků EMU s PLSS; 5 bylo ztraceno během misí, 1 byl ztracen při pozemním testu a 11 zůstalo úplných a funkčních.

## Historie
Po obdržení smlouvy na vybudování EMU v roce 1974 dodali Hamilton Standard a ILC Dover první jednotky EMU v roce 1982. Během fáze výzkumu a vývoje (1975–1980) vzplanul testovaný oblek, který zranil technika a vynutil si redesign regulátoru a cirkulačního ventilátoru. Na STS-4 v červenci 1982 si astronauti procvičovali oblékání a prolévání obleku v přechodové komoře raketoplánu. První Shuttle EVA měla nastat na STS-5, ale elektrická porucha cirkulačního ventilátoru přinutila EVA zrušit. První EVA s novým EMU se uskutečnila na misi STS-6, když Story Musgrave a Donald Peterson vyšli do nákladního prostoru raketoplánu Challenger.
Na raketoplánu následovaly další EVA, zejména ty na STS-41-B (první let s manévrovací jednotkou s posádkou), STS-41-C (opravná mise Solar Max), STS-41-G (první americká EVA zahrnující ženu) a STS-51-A (kde byly zachráněny dva satelity), ale většina použití EMU nastala u servisních misí Hubblova kosmického dalekohledu. Před zahájením montáže ISS v listopadu 1998 bylo z přechodové komory raketoplánu provedeno 41 EVA využívajících EMU.
S budováním ISS vylepšili Hamilton Sundstrand a ILC Dover stávající EMU modulárním oblekem. To umožnilo EMU ponechat na ISS až dva roky a měnit jeho velikost na oběžné dráze tak, aby se vešly různým členům posádky. ISS EMU se také zvýšila kapacita baterie, přidal se SAFER (záchrana astronauta při EVA), vylepšené kamery a rádia a nový systém varování. Dalším prvkem zabudovaným do obleků ISS je přídavná baterie pro napájení ohřívačů zabudovaných do rukavice, která umožňuje astronautům udržovat ruce v teple během nočních částí EVA, které trvají 95 minut.
V současné době používají ISS EMU kosmonauti všech národností na Mezinárodní vesmírné stanici (kromě ruských kosmonautů). Dva EMU jsou uloženy v modulu Quest Joint Airlock.

## Budoucnost a navrhovaná náhrada
Od roku 2019, NASA plánuje používat Exploration Extravehicular Mobility Unit (xEMU) během programu Artemis.
Nový oblek by byl navržen v závislosti na konfiguraci tak, aby chránil astronauta během lunárních EVA. Předpokládá se, že bude obsahovat běžný hardware a modulární funkce používané v oblecích ACES a EMU.

## Galerie

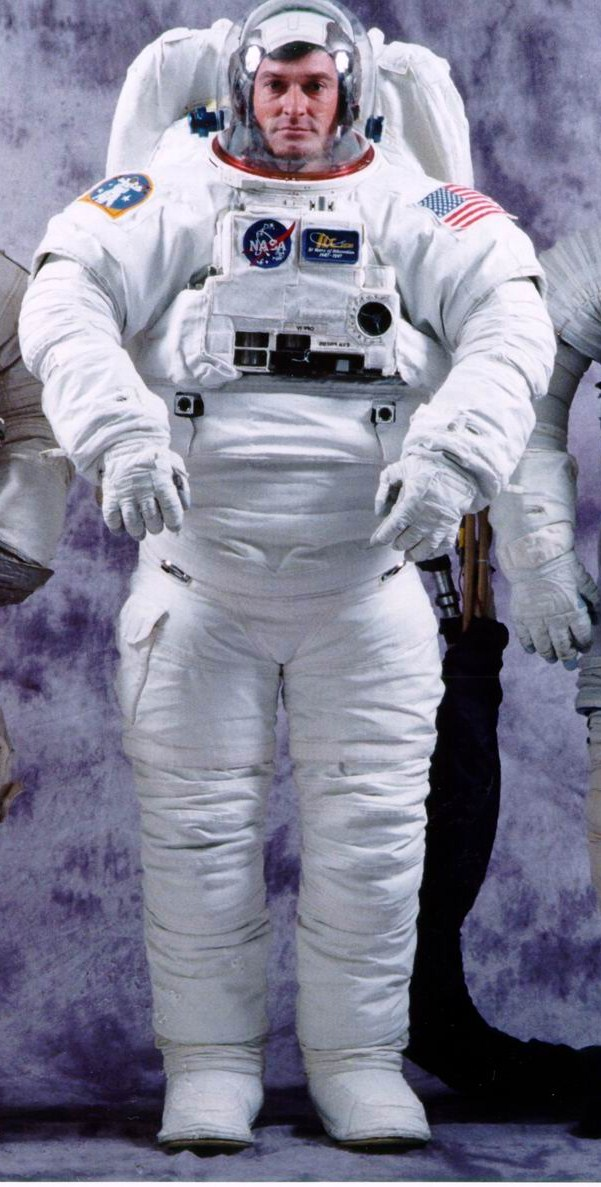
EMU bez Extravehicular Visor Assembly
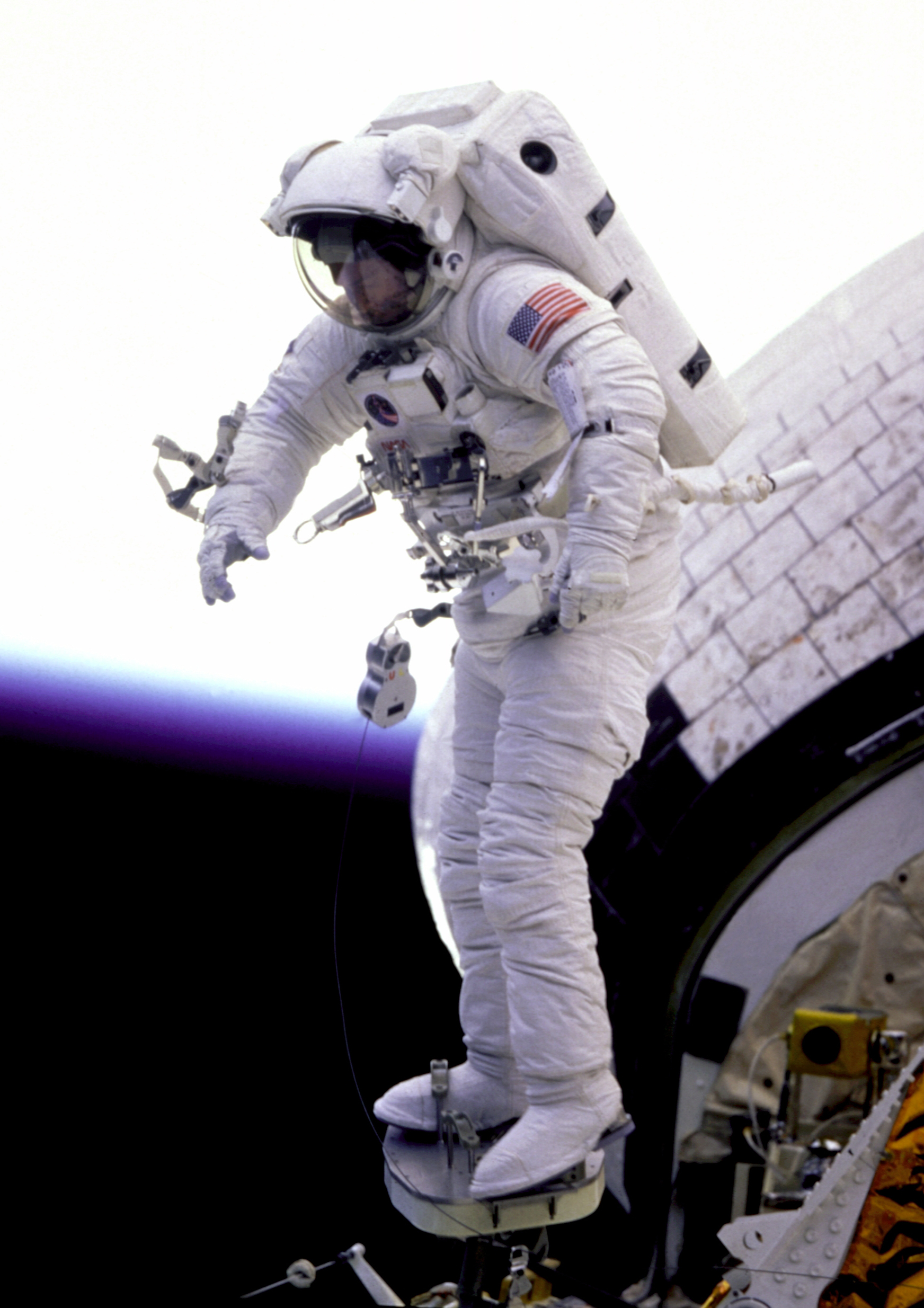
EMU bez televizní kamery a SAFERu